# Dorothea Nicolai
Dorothea Nicolai (* 1962) ist eine deutsche Kostümbildnerin, Bühnenbildnerin, Autorin und Kuratorin. Von 2000 bis 2007 und von 2012 bis 2015 war sie als „Direktorin Kostüm und Maske“ der Salzburger Festspiele tätig. 2017/18 war sie Ausstattungsleiterin Kostüm für die Bayreuther Festspiele. Seit April 2019 hat sie einen Lehrauftrag „Mode&Kultur“ an der AMD Akademie Mode & Design in München und seit 2024 einen Lehrauftrag für das „StagingLab“ an der AMD Berlin, zusammen mit Jan Ziegler.

## Leben und Werk
Nicolai durchlief zunächst eine Schneiderlehre in München. Erste Theatererfahrungen machte sie in der Kostümabteilung des Bayerischen Staatsschauspiels unter der Kostümdirektion von Antje Lau. 1986 war sie zunächst als Kostümassistentin und Bühnenbildassistentin tätig. Ab 1986 absolvierte Dorothea Nicolai dann ein Kostümstudium zur Gewandmeisterin und Kostümexpertin an der Fachhochschule für Gestaltung in Hamburg unter Dirk von Bodisco und Brigitte Stamm.
Es folgten berufliche Stationen als Kostümassistentin, Gewandmeisterin und Kostümbildnerin in Frankreich, Italien, Belgien und Österreich. Sie war unter anderem Gewandmeisterin bei den Ateliers du Costume, unter der Leitung von Danièle Boutard, in Paris. Ab 1990 erhielt sie freie Engagements als Kostümbildnerin beim Bayerischen Fernsehen für die Dokumentarfilme Die Geschichte der Post und den Französischkurs Bon Courage.
Sie war von 1992 bis 1995 Kostümassistentin bei den Salzburger Festspielen. Von 1993 bis 1996 hatte sie gleichzeitig einen Lehrauftrag für Kostümgeschichte am Mozarteum Salzburg. Von 1995 bis 1999 war sie „Produktionsleiterin Kostüm“ im Bundestheaterverband in Wien für die Staatsoper Wien. In dieser Funktion war sie für die Kostüme des Wiener Staatsopernballetts bei den klassischen Ballettproduktionen verantwortlich; weiters gestaltete sie Kostümentwürfe für moderne Choreografien von Christine Gaigg und Nicolas Musin.
Von 1999 bis 2007 war Nicolai als „Leiterin Kostüm und Maske“ für die Kostümabteilung der Salzburger Festspiele verantwortlich. In ihrer Funktion als „Leiterin Kostüm und Maske“ gehörte sie zu den insgesamt sieben Hauptabteilungsleitern des Festivals. Sie entwarf Kostüme für Schauspiel, Oper und Ballett. 2006 schuf Nicolai für die Salzburger Festspiele für den Ballett-Abend Mozarts IDOMENEO-CHACONNE  zwei Kostüme nach Originalentwürfen aus dem 18. Jahrhundert. Die Kostüme wurden von Nicolai nach historischer Vorlage aus den Derra de Moroda Dance Archives der Universität Salzburg rekonstruiert. Nicolais Kostüme bestimmten die Ästhetik der Produktion und den Dialog von Tanz und Kostüm. Weiters entwickelte sie 2006 für die Salzburger Festspiele die Kostüme für die Neuinszenierung von Mozarts Jugendwerken Apollo et Hyacinthus und Die Schuldigkeit des ersten Gebots. Von 2001 bis 2007 hatte sie gleichzeitig einen Lehrauftrag für Kostümgeschichte an der Akademie der Bildenden Künste in München inne.
2006 war sie für die Gestaltung der Kostüme bei der Wiederaufnahme der Oper Les Troyens an der Pariser Bastille-Oper verantwortlich; sie realisierte die Kostüme nach den Original-Entwürfen von Herbert Wernicke, der die Oper im Jahre 2000 für die Salzburger Festspiele inszeniert hatte.
Dorothea Nicolai war von 2008 bis 2012 Kostümdirektorin am Opernhaus Zürich. 2008 gestaltete sie dort die Kostüme für die Uraufführung der Kinderoper Im Schatten des Maulbeerbaums von Edward Rushton; Nicolais „stimmige[n] Kostüme“ waren Teil eine[r] mediterrane[n] Idylle, in die die Regisseurin Aglaja Nicolet das Werk versetzte. Für die Saisoneröffnung des Opernhauses Zürich 2009/2010 schuf Nicolai die Kostüme für die Schweizerische Erstaufführung des Singspiels Der Stein der Weisen oder Die Zauberinsel von Emanuel Schikaneder mit Musik von Mozart, Johann Baptist Henneberg, Benedikt Schack und Franz Xaver Gerl. Außerdem entwarf sie am Opernhaus Zürich die Kostüme bei mehreren Ballettabenden des Ballett Zürich.
Von 2012 bis 2015 war sie „Direktorin Kostüm und Maske“ bei den Salzburger Festspielen, wobei ihr die künstlerische Leitung von ungefähr 80 Garderobern und Gewandmeistern sowie etwa 60 Maskenbildnern oblag. Für die Salzburger Festspiele 2013 entwarf sie die Kostüme für eine Inszenierung des Mozart-Singspiels Die Entführung aus dem Serail in einer Fassung für Kinder.
2017 und 2018 arbeitete sie als Ausstattungleiterin Kostüm bei den Bayreuther Festspielen und betreute die Neuproduktionen von Die Meistersinger von Nürnberg und Lohengrin.
Im Sommersemester 2019 begann sie ihre Tätigkeit als Lehrbeauftragte an der Akademie Mode Design (AMD) in München für „Mode&Kultur“ und „Textile Technology“ (2020–2022). Seit 2021 ist sie als Übersetzerin am Online-Projekt textil trainer der Technischen Universität Chemnitz beteiligt.
Seit 2005 ist Dorothea Nicolai Mitglied und seit 2013 Vorstandsmitglied im Costume Committee des Internationalen Museumsrats (International Council of Museums; ICOM) und Gründungsmitglied der Gesellschaft für Kostümschaffende GTKos.

## Kostüme (Auswahl)
- 2005/2006: Jedermann, Salzburger Festspiele.
- 2006: Ersatzbank von Albert Ostermaier, Salzburger Festspiele.
- 2006: Idomeneo-Chaconne von Wolfgang Amadeus Mozart, Mozarteum Salzburg.
- 2006: Les Troyens, Paris, Opera National Bastille.
- 2007: Über Tiere von Elfriede Jelinek, Theater am Neumarkt Zürich.
- 2008: Im Schatten des Maulbeerbaums von Edward Rushton, Uraufführung, Opernhaus Zürich.
- 2008: Sonata von César Franck, Opernhaus Zürich.
- 2010/2011: Der Stein der Weisen, Theater Winterthur 2010/Opernhaus Zürich 2011.
- 2013: Die Entführung aus dem Serail (für Kinder), Salzburger Festspiele.
- 2014/2015/2016: La Cenerentola (für Kinder), Salzburger Festspiele/Teatro alla Scala.
- 2015: Vergiss dein Pfuschwerk, Schöpfer, Internationale Schostakowitsch-Tage Gohrisch.
- 2016: Hamlet (Musical), auf Tour in Deutschland 2016.[17]
- 2016: Der Barbier von Sevilla, Schloss Nymphenburg 2016.
- 2016: Die Entführung aus dem Serail (für Kinder), Teatro alla Scala 2016.
- 2016: Die Welt auf dem Monde, Stadttheater Aschaffenburg 2016.
- 2016: clash, Choreographie: Christine Gaigg, Tanz Theater Wien.
- 2017: Die Maske des Roten Todes, Andermatt Swiss Alps Classics 2017.
- 2018: Tutu, Tränen und Kapriolen, Villa Meier-Severini, Küsnacht
- Mai 2019: Residenztage Bayreuth: Wasser und Erde. Rekonstruktion zweier barocker Tanzkostüme im Auftrag der Bayerischen Verwaltung der Staatlichen Schlösser, Gärten und Seen für das Markgräfliche Opernhaus Bayreuth nach Vorlagen von Johann Meßelreuther, 1723.[18]
- 2019: Peer Gynt. Das Rockmusical. Opernwerkstatt am Rhein, Köln.[19][20]
- 2020: Art On Ice, Trick-Röcke, Zürich, Hallenstadion.
- 2020: Lausanne Youth Olympics: Eröffnungskostüme.[21][22]
- 2021: Planet of Hope, Film von Daniel Farine.[23]
- 2023: Orpheus in der Unterwelt, Regie: Stefan Wieland. OHO Operette Hombrechtikon.[24]
- 2023: Die rote Sonne, Inszenierung Christine Gaigg, Volkstheater Wien Volx.[25]
- 2024: polymono, performance Christine Gaigg, Impuls Tanz Wien.[26]
- 2024: Die Fledermaus, OHO Operette Hombrechtikon.[27]

## Bühnenbilder
- 2016: Der Barbier von Sevilla, Regie: Tristan Braun, Premiere: Kammeroper München, Schloss Nymphenburg 2016.[28]

## Ausstellungen (Auswahl)
- 17. April – 1. November 2015: Die Kleider der Buhlschaft, Kuratorinnen: Erika Oehring und Dorothea Nicolai. Eine Ausstellung der Residenzgalerie Salzburg im Nordoratorium des DomQuartiers in Kooperation mit den Salzburger Festspielen.[29]
- 22. Mai – 29. September 2019: Ausdruckstanz und Bauhausbühne, Kestner Museum Hannover: Katalogbeitrag Bewegte Stoffe und Architektur im Raum. Überlegungen zu den Kostümen bei Ausdruckstanz und Bauhausbühne.[30]
- 2020: Olympisches Museum Lausanne: Kostüm “Spirit”[31] (Eröffnungszeremonie Youth Olympic Games)